# مقاطعة كاسكيد (مونتانا)
مقاطعة كاسكيد (بالإنجليزية: Cascade County)‏ هي إحدى مقاطعات ولاية مونتانا في الولايات المتحدة الأمريكية.